# Ferry Stoffer
Ferry Stoffer (Harderwijk, 11 dicembre 1985) è un pilota motociclistico olandese.

## Carriera
Dopo aver partecipato a gare dei campionati nazionali olandesi dal 2000 gli è stata offerta la possibilità di debuttare nel motomondiale nel 2007, partecipando come wild card al Gran Premio d'Olanda.
Ha gareggiato nella classe 125 con una Honda del team Motorsortklazienaveen, riuscendo a qualificarsi in 35ª posizione con il tempo di 1'52.407 e giungendo 33º al traguardo (doppiato di un giro). Non è riuscito pertanto ad aggiudicarsi punti validi per la classifica del mondiale.

## Risultati nel motomondiale
| 2007 | Classe | Moto  |  |  |  |  |  |  |  |  |    |  |    |  |  |  |  |  |  |  | Punti | Pos. |
| ---- | ------ | ----- |  |  |  |  |  |  |  |  | -- |  | -- |  |  |  |  |  |  |  | ----- | ---- |
| 2007 | 125    | Honda |  |  |  |  |  |  |  |  | 33 |  | NE |  |  |  |  |  |  |  | 0     |      |

| Legenda | 1º posto        | 2º posto            | 3º posto            | A punti      | Senza punti        | Grassetto – Pole position Corsivo – Giro più veloce |
| Legenda | Gara non valida | Non qual./Non part. | Ritirato/Non class. | Squalificato | '-' Dato non disp. | Grassetto – Pole position Corsivo – Giro più veloce |